# رمو کاپیتانی
رمو کاپیتانی (ایتالیایی: Remo Capitani؛ ‏ ۱۹ دسامبر ۱۹۲۷ – ۱۴ فوریهٔ ۲۰۱۴) بازیگر اهل ایتالیا بود. 
از فیلم‌هایی که وی در آن نقش داشته است، می‌توان به بن و چارلی، حکایت‌های عاشقانه، برادر تاتسیو، اهل ولتری، کانتربری ممنوعه، سرانجام… هزار و یک شب، به من میگن ترینیتی، آس برنده، بکش یا بمیر و اگه خدا ببخشه من نمی‌بخشم اشاره کرد.